# 本間日陽
本间日阳（日语：／ Homma Hinata */?，1999年11月10日—）是日本偶像藝人，為女子偶像團體NGT48成員，新潟縣村上市出身，所屬经纪公司为Flora。

## 简历

### 加入NGT48前
2014年3月举行的AKB48 Team8全国甄选中，本间参加Team 8新潟县代表徵选，进入了最终审查，但在最后却退出了甄选。而就在2015年时，宣布了将组建以新潟县为活动中心的组合“NGT48”，本间也加入了应募，而加入的理由为“对于Team 8落选，非常不甘心，而决定再报名”。

### 加入NGT48初期
2015年7月，本间通过了NGT48第1期生徵选。8月21日，本间作为NGT48成員在新潟市歷史博物館前廣場初次披露並進行了表演。
2016年1月10日，本间於NGT48剧场开幕公演中正式於劇場出道，同日獲宣布将与其余15人结成Team NIII。2月27日，NGT48初主演电视连续剧《寒蝉鸣泣之时》角色分配甄选结果公布，本间饰演主要角色古手梨花。
2017年4月12日，NGT48的出道单曲《青春时钟》正式发行，本间在收錄曲《纯情之歌》的MV中首次获得了Center（中心站位）。在2017年5月31日公布的AKB48第49張單曲選拔總選舉速报中，本间以25,032票获得暂定第5名，最終以41,230票的成績，奪下該次總選舉的第13名，除了首次入圍便成為選拔成員之外，也为NGT48在該次總選舉成绩的第3名。

### 總選大放異彩後
2018年2月8日，NGT48在劇場公演上發布即將在4月11日發行第3張單曲的消息，同名標題曲由本間擔任Center，這也是本間首次在單曲的主打歌擔任Center。4月13日，首次在根據地新潟舉辦的大型演唱會「NGT48單獨演唱會～朱鷺來了！從新潟邁向全國！～」在朱鷺展覽館舉行，演唱會上發表首次組閣（分隊編組調整）的消息，本间在现场被宣布将移籍至新成立的分隊Team G，同時也宣布各分隊的新劇場公演將於7月上旬開始。
同年6月16日，本間在該日開票的AKB48第53張單曲世界選拔總選舉上，以39,241票拿下第16名，連續兩年入圍AKB48選拔總選舉的選拔組。7月1日，Team G舉行第一部劇場公演「引體後翻」的初日公演，本間在公演上獲得任命出任Team G的首任隊長，以18歲之姿成為AKB48集團各團分隊中最年少的隊長。7月25日，由AKB48集團成員擔當演出的深夜電視劇《馬路無理學園》在日本電視台播出，本間飾演第二女主角「凱薩」（カイザー），首次在無線電視台的戲劇節目上演出主要角色。
2019年5月1日，NGT48因年初的暴行被害騷動取消分隊制度，本間卸任Team G隊長職務。7月22日，在AKB48官方SHOWROOM的特別直播上，本間獲宣布為AKB48第56張單曲《持續愛你》的選拔成員，首次成為AKB48單曲的一般選拔成員。

## 人物
- 在NGT48劇場公演中使用的Catch phrase（個人介紹詞）是「虎牙是我的魅力点，我是闪耀着灿烂的阳光的？（日陽～[註 2]）我是○○岁昵称『Hinatan』的本间日阳[註 3][24]。」
- 将来的梦想是成为AKB48集团的“Ace”，成为AKB48的主力成员之一[25]。
- 目标人物为HKT48成员宮脇咲良[25]。
- 长处为不会轻易的放弃，总爱微笑及做任何的事都会表现得很积极[25]。
- 短处为有时会特别的放纵自己，并总想要过度自由[25]。
- 兴趣是晒太阳，电影鉴赏及散步[25]。
- 特技为古典芭蕾及滑雪[25]。尤其是古典芭蕾，曾經在多個AKB48集團的冠名節目表演過。
- 喜欢的食物为菠萝包，巧克力及蛋包饭[25]，而不喜欢的食物为苦瓜。
- 喜欢的词句为「a piece of cake」[註 4]。

## 參與歌曲

### 單曲
NGT48作品
|     | 發行日期       | 單曲名稱                         | 參與歌曲名稱                     | 名義                | 收錄於 | MV | 備註                     |
| --- | -------------- | -------------------------------- | -------------------------------- | ------------------- | ------ | -- | ------------------------ |
| 1st | 2017年04月12日 | 青春时钟                         | 青春时钟                         |                     | 全版本 | ★  | A面曲                    |
| 1st | 2017年04月12日 | 青春时钟                         | 纯情之歌                         |                     | Type B | ★  | 首次擔任Center           |
| 1st | 2017年04月12日 | 青春时钟                         | 寻求黑暗                         |                     | Type C | ★  | [ 28 ]                   |
| 2nd | 2017年12月06日 | 藍天會延續到這世界上的哪裡去呢？ | 藍天會延續到這世界上的哪裡去呢？ |                     | 全版本 | ★  | A面曲                    |
| 2nd | 2017年12月06日 | 藍天會延續到這世界上的哪裡去呢？ | 我的眼淚流不出來                 | SNS選拔             | 全版本 |    |                          |
| 2nd | 2017年12月06日 | 藍天會延續到這世界上的哪裡去呢？ | 在成為大人之前                   | Real學生選拔        | Type A | ★  |                          |
| 2nd | 2017年12月06日 | 藍天會延續到這世界上的哪裡去呢？ | 有什麼東西在                     |                     | Type C | ★  | Center                   |
| 3rd | 2018年04月11日 | 春天哪裏來？                     | 春天哪裏來？                     |                     | 全版本 | ★  | A面曲 首次擔任單曲Center |
| 3rd | 2018年04月11日 | 春天哪裏來？                     | 蒸發了的水份                     |                     | 全版本 |    |                          |
| 4th | 2018年10月03日 | 獻給世人                         | 獻給世人                         |                     | 全版本 | ★  | A面曲                    |
| 4th | 2018年10月03日 | 獻給世人                         | Soft Serve                       | 新潟SHOWROOM選拔    | 全版本 |    | [ 29 ]                   |
| 4th | 2018年10月03日 | 獻給世人                         | 窗簾的花紋                       | Team G              | Type B | ★  | Center                   |
| 5th | 2020年07月22日 | 粉紅雪酪                         | 粉紅雪酪                         |                     | 全版本 | ★  | A面曲                    |
| 5th | 2020年07月22日 | 粉紅雪酪                         | 絕望之後                         | NGT48 TDC演唱會選拔 | Type-A | ★  | Center                   |
| 6th | 2021年06月23日 | Awesome                          | Awesome                          |                     | 全版本 | ★  | A面曲                    |
| 7th | 2021年12月22日 | 我喜歡笨笨的你                   | 我喜歡笨笨的你                   |                     | 全版本 | ★  | A面曲                    |
| 7th | 2021年12月22日 | 我喜歡笨笨的你                   | 我最喜歡說的話                   |                     | Type-A | ★  |                          |
| 8th | 2022年12月28日 | 候鳥看不見天空                   | 候鳥看不見天空                   |                     | 全版本 | ★  | A面曲 center             |
| 9th | 2023年08月02日 | 那個、不重要                     | 那個，不重要                     |                     | 全版本 | ★  | A面曲                    |
| 9th | 2023年08月02日 | 那個、不重要                     | 冒著生命危險！                   |                     | 劇場盤 |    |                          |

AKB48作品
|      | 發行日期       | 單曲名稱    | 參與歌曲名稱     | 名義         | 收錄於 | MV | 備註                      |
| ---- | -------------- | ----------- | ---------------- | ------------ | ------ | -- | ------------------------- |
| 43rd | 2016年03月09日 | 你就是旋律  | Max朱鷺315號     | NGT48        | Type-D | ★  |                           |
| 44th | 2016年06月01日 | 不需要翅膀  | 你在哪裡?        | NGT48        | 劇場盤 |    |                           |
| 47th | 2017年03月15日 | Shoot Sign  | 綠意森林運動公園 | NGT48        | Type-D | ★  |                           |
| 49th | 2017年08月30日 | #就是喜欢你 | ＃就是喜欢你     |              | 全版本 | ★  | A面曲 首次進入AKB48選拔組 |
| 51st | 2018年03月14日 | Ja-Ba-Ja    | 就當朋友吧       | NGT48        | Type-D | ★  |                           |
| 53rd | 2018年09月19日 | 感傷列車    | 感傷列車         |              | 全版本 | ★  | A面曲                     |
| 53rd | 2018年09月19日 | 感傷列車    | 百合會盛開嗎？   |              | 劇場盤 |    |                           |
| 54th | 2018年11月28日 | NO WAY MAN  | 早安開啟的世界   | U-19選拔2018 | Type-C | ★  |                           |
| 56th | 2019年09月18日 | 持續愛你    | 持續愛你         |              | 全版本 | ★  | A面曲                     |
| 57th | 2020年03月18日 | 感謝失戀    | 感謝失戀         |              | 全版本 | ★  | A面曲                     |
| 57th | 2020年03月18日 | 感謝失戀    | 愛過的人         |              | 劇場盤 |    |                           |

### 劇場公演分組曲
| 公演名稱                                | 參與歌曲名稱           | 備註     |
| --------------------------------------- | ---------------------- | -------- |
| Team NIII時期                           |                        |          |
| Team NIII 1st Stage「PARTY開始了」公演  | 裙摆飘飘               | [ 30 ]   |
| Team NIII 2nd Stage「睡衣兜風」公演     | 睡衣兜风               | [ 31 ]   |
| Team NIII 2nd Stage「睡衣兜風」公演     | 无望之泪               | 洗牌後   |
| 研究生「PARTY開始了・加尔维斯敦街」公演 | 裙摆飘飘               | 支援成员 |
| 研究生「PARTY開始了・加尔维斯敦街」公演 | 星之温度               | 支援成员 |
| Team NIII 3rd Stage「荣耀之丘」公演     | 一起在拉斯维加斯结婚吧 | [ 32 ]   |
| Team G時期                              |                        |          |
| Team G 1st Stage「引體後翻」公演        | 蟲之敘事詩             | [ 16 ]   |
| 分队制度取消                            |                        |          |
| 「不要让梦想死去」公演                  | Bye Bye Bye            |          |

## 媒體演出

### 電視劇
- 暮蟬悲鳴時（2016年5月20日 - 6月24日，BS Sky PerfecTV!（日语：BSスカパー!）） - 飾演 古手梨花[8]
  - 暮蟬悲鳴時 解答篇（2016年11月25日 - 12月16日） - 飾演 古手梨花[33]
- 馬路無理學園（2018年7月25日 - 9月27日，日本電視台） - 飾演 凱薩 / 神崎亞蘭

### 廣播節目
- 我們都是Gocha-maze!～集合的Yanyan～（日语：オレたちゴチャ・まぜっ!〜集まれヤンヤン〜）（2019年4月20日 - 2020年4月18日，MBS電台） - 第11期Yanyan Girls成員

## 外部鏈結
- NGT48官網個人介紹頁 （页面存档备份，存于） （日語）
- 本間日陽的Instagram帳戶 （日語）
- 本間日陽的X（前Twitter） （日語）
- 本間 日陽（NGT48）的SHOWROOM專頁 （日語）